# Pontypool (film)
Pontypool este un film de groază regizat de Bruce McDonald[*] după un scenariu de Tony Burgess[*]. A fost produs în Canada de studiourile Ponty Up Pictures și Shadow Shows și a avut premiera la 2008, fiind distribuit de Maple Pictures[*]. Coloana sonoră este compusă de Claude Foisy[*].  Filmul a avut încasări de 32.118$.

## Distribuție
Rolurile principale au fost interpretate de actorii:

Stephen McHattie[*]
Georgina Reilly[*]
Hrant Alianak[*]
Rick Roberts[*]
Boyd Banks[*]
Tony Burgess[*]
Daniel Fathers[*]  .